# John O’Hara (pisarz)
John O’Hara (ur. 31 stycznia 1905 w Pottsville w stanie Pennsylvania, zm. 11 kwietnia 1970 w Princeton) – amerykański pisarz.

## Życiorys
Autor bestsellerów, z których najbardziej znana książka to Spotkanie w Samarze (1934), o samozagładzie szanowanego mieszkańca miasteczka Gibbsville. W czasie II wojny światowej był korespondentem wojennym na Pacyfiku.